# 'PLAN A' SECOND EPISODE
〈'PLAN A' SECOND EPISODE〉(플랜에이 세컨드 에피소드)는 빅톤과 허각의 싱글이다.

## 개요
- 플랜에이 엔터테인먼트의 두 번째 컬레버레이션 싱글이다.

## 수록곡
1. #떨려 [3:22]
  - 작사 · 작곡 · 편곡: 뮤디나인